# Jachenau
Jachenau – miejscowość i gmina w Niemczech, w kraju związkowym Bawaria, w rejencji Górna Bawaria, w regionie Oberland, w powiecie Bad Tölz-Wolfratshausen. Leży w Alpach Bawarskich, około 20 km na południowy zachód od Bad Tölz, nad rzeką Jachen i jeziorem Walchensee.

## Polityka
Wójtem gminy jest Georg Riesch senior, poprzednio urząd ten obejmował Kaspar Danner, rada gminy składa się z 8 osób.
|      | FWG | UWG | Razem |
| 2008 | 5   | 3   | 8     |
| 2002 | 5   | 3   | 8     |